# Сорокин, Юрий Иванович
Ю́рий Ива́нович Соро́кин (24 сентября 1927, Ольховский, Сибирский край — 24 октября 2013, Геленджик, Краснодарский край) — советский и российский гидробиолог, доктор биологических наук, профессор, заведующий лабораторией водной микробиологии Института биологии внутренних вод АН СССР, заведующий лабораторией микропланктона Южного отделения Института океанологии РАН (г. Геленджик), исследователь физиологии водных бактерий, экосистемы коралловых рифов.

## Биография
Юрий Иванович Сорокин родился 24 сентября 1927 года в Ольховском Красноярского округа (ныне — Артёмовск Красноярского края) в семье преподавателей совпартшколы. В 1945 г. окончил среднюю школу в г. Шехмань Воронежской области, поступил на биологический факультет Московского государственного университета. С 1950 г. учился в аспирантуре Института микробиологии АН СССР. Под руководством проф. С. И. Кузнецова в 1953 г. защитил кандидатскую диссертацию «Изучение хемосинтеза у сульфатредуцирующих бактерий». По приглашению директора Института биологии внутренних вод (ИБВВ) полярного исследователя контр-адмирала И. Д. Папанина переехал в пос. Борок Некоузского района Ярославской области, где возглавлял лабораторию водной микробиологии ИБВВ. В ИБВВ работал в 1953—1976 гг.
В 1963 г. в Институте океанологии им. П. П. Ширшова защитил докторскую диссертацию «Первичная продукция и ее утилизация в морских и пресных водоемах».
В 1976 г. он перевелся в Южное отделение Института океанологии (г. Геленджик), где организовал и возглавил лабораторию микропланктона.
В 1976 г. получил звание профессора. Преподавал в МГУ, Кубанском госуниверситете, читал лекции в университетах Сан Карлоса (Бразилия), и Ка-Фоскари (Италия). Работал в биологических лабораториях в Бразилии, Австралии и Италии.
Под его руководством защищено 10 кандидатских и 3 докторские диссертации.
В 1983 г. за исследования в области водной микробиологии присуждена премия Президиума АН СССР им. С. И. Виноградского.
С 1991 г. — действительный член РАЕН.
Являлся членом Комитета Большого Барьерного рифа, Тихоокеанского научного Комитета, Комитета по коралловым рифам (ТМА), группы экспертов ООН (GESAMP) по охране морей от загрязнения, участвовал в работе группы SCOR-UNESCO.
В 1986 г. получил грант правительства Австралии Senior Queens Fellow Ship.
В 2018 г. на лабораторном корпусе Южного отделения Института океанологии была установлена памятная доска.

## Научная деятельность
Основные результаты научной деятельности были обобщены в двух монографиях. Монография «Черное море» (1982) обобщила и систематизировала основные сведения об этом уникальном по своему режиму морском водоеме. Работа была переведена на английский язык и значительно расширена («The Black Sea. Ecology and Oceanography», 2002), что сделало доступными для мирового научного сообщества результаты русскоязычных исследований Черного моря.
Монография «Экосистемы коралловых рифов» (1990) содержит описание геологической истории ископаемых и геоморфологии современных коралловых рифов, гидрологии и гидрохимии омывающих их вод. Охарактеризованы динамика биогенов в экосистеме рифа, структура и продуктивность основных ее компонентов: микрофлоры, зоо- и фитопланктона, фито- и зообентоса и рыб. Рассматриваются вопросы хорологии, экологии, структуры и динамики сообществ кораллов в их зависимости от факторов среды, физиологии кораллов, их питанию, симбиозу и антибиотическим отношениям. Проанализированы биогеохимический метаболизм рифов, их продуктивность, трофодинамика и энергетика, экосистемы рифов, их взаимосвязи с экосистемой океана. Обозначены ресурсы рифов, условия их рациональной эксплуатации, естественные и антропогенные факторы, вызывающие гибель коралловых рифов, проанализирована экологическая обстановка в районах рифовых систем.
Ю. И. Сорокин изучал физиологию водных бактерий, участвующих в круговороте углерода и серы, анализировал роль хемосинтеза в продукции органического вещества в водоемах, работал над определением первичной продукции в Рыбинском водохранилище, в Чёрном море и Мировом океане, сформулировал концепцию функционирования водных экосистем. Метод изучения питания водных животных с применением радиоизотопов углерода, предложенный Ю. И. Сорокиным, вошел в учебники по гидробиологии.
В работах по изучению роли микропланктона в трофодинамике экосистемы Мирового океана впервые описаны закономерности распределения биомассы, продукции микрофлоры в толще воды и донных осадках, доказана значительную роль бактерий в качестве источника питания водных животных. Сорокиным были измерены интенсивность, спектр, скорость питания и усвояемость пищи водными животными с помощью радиоуглеродного метода. Изучая трофодинамику экосистем коралловых рифов, определил роль бактерий, исследовал динамику фосфора в морских экосистемах, установил количественные характеристики цикла серы в меромиктических бассейнах. Был выявлен механизм и измерена скорость окисления сероводорода, скорость хемосинтеза, играющая значимую роль в продукции органического вещества в редокс-зоне Черного моря. Сорокин изучил тонкую структуру редокс-зоны, доказал ее многолетнюю стабильность и ошибочность вывода о существовании субоксильной зоны в Черном море.
В ряде статей рассматривал скорость сульфатредукции в воде и донных осадках, анализировал накопление лабильных (кислоторастворимых) сульфидов в верхнем слое донных осадков и доказал, что оно является главным фактором, дестабилизирующим экосистемы морского шельфа в зонах антропогенного загрязнения. Исследуя лагуны северо-западной Адриатики, впервые продемонстрировал глубокую трансформацию экосистем в зонах высокого уровня антропогенного загрязнения и доказал, что она приводит к деградации пищевой цепи.
Ю. И. Сорокина был одним из инициаторов экосистемного подхода в исследовании Мирового океана. Влияние идей Ю. И. Сорокина во многом определило развитие отечественной гидробиологии в конце XX века.

## Основные работы

### Монографии
- Роль бактерий в жизни водоемов. М.: Знание, 1974. 64 с.
- Techniques for the assessment of microbial production and decomposition in fresh waters: IBP Handbook. №. 23. 1972. Oxford: BlackweU. 112 p. (with Kadota H.)
- Черное море: природа, ресурсы. М.: Наука, 1982. 217 с.
- Экосистемы коралловых рифов. М.: Наука, 1990. 502 с. (соавт. Сорокин Ю. И.)
- Aquatic microbial ecology : a textbook for students in environmental sciences. Leiden: Backhuys publ.; Venice: UNESCO, Venice office, 1999. 248 с.
- Radioisotopic methods in hydrobiology. Berlin [etc.]: Springer, cop. 1999. XIII, 321, [1] с.
- The Black Sea: ecology and oceanography. Leiden: Backhuys publ.; Venice: UNESCO, Venice office, 2002. X, 875 с.

### Статьи
- Microbial activity as the biogeochemical factor in the ocean // The changing chemistry of oceans / Ed. D. Dyrssen. Stockholm: Almquist. 1972. P. 189—204. Microbiological aspects of productivity on coral reefs // Geology and biology of coral reefs / Ed. O. Jones, R. Endean. New York: Academic Press. 1973. Vol. 2. P. 17-45.
- Organic matter decomposition and nutrients regeneration // Marine ecology / Ed. O. Kinne. London: Wiley. 1978. Vol.4. P. 505—613.
- Microheterotrophic organisms in marine ecosystems // Analysis of marine ecosystems / Ed. A.R. Longhurst. New York: Wiley. 1981. P. 293—342.
- The Black Sea // Estuaries and enclosed seas / Ed. B. Ketchum. Amsterdam: Elsevier. 1983. P. 253—292.
- Aspects of trophic relations, productivity and energy balance in coral reef ecosystems // Coral reefs / Ed. Z. Du-binsky. Amsterdam: Elsevier. 1993. P. 401—416.
- Coral reef ecology. Heidelberg: Springer. 1993. 1995.465 p.
- Plankton // Coral reefs / Ed. Z. Dubinsky. Amsterdam: Elsevier. 1993. P. 291—324. Sorokin Yu.I. Aquatic microbial ecology. Leiden: Backhuys. 1999. 245 p.
- Radioisotopic methods in hydrobiology. Heidelberg: Springer. 1999. 326 p. Sorokin Yu.I. The Black Sea. Ecology and oceanography. Leiden: Backhuys. 2002. 875 p.
- The environmental effects of main interaction with sulfur cycle // Global sulfur cycles. UNEP. 1981. (with Freney I.R., Ivanov M. V.)
- К оценке скоростей процессов образования и окисления сероводорода в черном море в холодный период года // Океанология. 2011. Т. 51. № 6. С. 1030.